# Coupe du Liechtenstein de football 1968-1969
Navigation
Édition précédente Édition suivante
La coupe du Liechtenstein 1968-1969 de football est la 24e édition de la Coupe nationale de football, la seule compétition nationale du pays en l'absence de championnat.
La finale est disputée à Triesen, le 15 juin 1969, entre le FC Vaduz et le FC Triesen. 
Le FC Vaduz remporte le trophée en battant le FC Triesen. Il s'agit du 15e titre de l'histoire du club dans la compétition, le quatrième consécutif.

## 1ertour
Le FC Vaduz et le FC Triesen sont exemptés de ce tour.
| Équipe 1      | Résultat | Équipe 2          |
| ------------- | -------- | ----------------- |
| FC Vaduz II   | 4 - 4    | FC Balzers        |
| FC Schaan II  | 0 - 11   | FC Balzers II     |
| FC Schaan     | 3 - 1    | FC Ruggell        |
| FC Triesen II | 1 - 4    | USV Eschen/Mauren |

## 2etour
Le FC Vaduz et le FC Triesen sont exemptés de ce tour.
| Équipe 1          | Résultat | Équipe 2      |
| ----------------- | -------- | ------------- |
| FC Schaan         | ?        | FC Balzers    |
| USV Eschen/Mauren | 4 - 1    | FC Balzers II |

## Demi-finales
| Équipe 1          | Résultat | Équipe 2   |
| ----------------- | -------- | ---------- |
| USV Eschen/Mauren | 0 - 3    | FC Triesen |
| FC Balzers        | 2 - 5    | FC Vaduz   |

## 3eplace
Après le match nul lors de ce match, le FC Balzers est déclaré vainqueur et donc troisième de la compétition en raison du plus grand nombre de buts marqués dans le tournoi.
| 15 juin 1969 | FC Balzers | 2 - 2 | FC Ruggell | Triesen |  |
|              |            |       |            |         |  |

## Finale
| 15 juin 1969 | FC Vaduz | 1 - 0 | FC Triesen | Triesen |  |
|              |          |       |            |         |  |